# Всеобщие выборы в Португалии (1918, апрель)
Всеобщие выборы в 1918 года в Португалии состоялись 28 апреля 1918 года, после переворота, осуществлённого Сидониу Паишем в декабре 1917 года. На выборах избирались одновременно президент и парламент страны. Выборы бойкотировали Демократическая партия, Эволюционистская партия и Республиканский союз, который вместе набрали более 90 % мест на парламентских выборах 1915 года.
Паиш был единственным кандидатом на должность президента, и голосование было безальтернативным. На парламентских выборах победу одержала Национально-республиканская партии, которая получила 108 из 155 мест в Палате представителей и 32 из 73 мест в Сенате. 14 декабря 1918 года президент Паиш был убит в Лиссабоне в результате покушения, и 16 декабря Жуан ду Канту и Каштру был избран парламентом в качестве президента на «переходный срок».

## Результаты голосования

### Президентские выборы
| Сидониу Паиш                      | Национально-республиканская партия | 513,958 | 100  |
| Недействительные бюллетени        | Недействительные бюллетени         |         | -    |
| Всего                             | Всего                              | 513,958 | 100  |
| Зарегистрировано избирателей/явка | Зарегистрировано избирателей/явка  | 900,000 | 57.0 |
| Источник: Nohlen & Stöver         |                                    |         |      |

### Парламентские выборы
| Партия                                | Палата представителей | Палата представителей | Палата представителей | Палата представителей | Сенат         | Сенат | Сенат      | Сенат        |
| Партия                                | Число голосов         | %                     | Число мест            | +/-                   | Число голосов | %     | Число мест | +/-          |
| ------------------------------------- | --------------------- | --------------------- | --------------------- | --------------------- | ------------- | ----- | ---------- | ------------ |
| Национально-республиканская партия    |                       |                       | 108                   | Новая партия          |               |       | 32         | Новая партия |
| Монархисты                            |                       |                       | 37                    | Новая партия          |               |       | 10         | Новая партия |
| Португальский католический центр      |                       |                       | 5                     | +4                    |               |       | 1          | 0            |
| Другие партии и независимые кандидаты |                       |                       | 5                     | -8                    |               |       | 30         | +27          |
| Недействительные бюллетени            |                       | -                     | -                     | -                     |               | -     | -          | -            |
| Всего                                 |                       | 100                   | 155                   | -8                    | 513,958       | 100   | 73         | +4           |
| Зарегистрировано избирателей/явка     | 900,000               |                       | -                     | -                     | 900,000       | 57.0  | -          | -            |
| Источник: Nohlen & Stöver             |                       |                       |                       |                       |               |       |            |              |